# WESTbahn
WESTbahn GmbH è un'impresa ferroviaria privata che, dall'11 dicembre 2011, gestisce in Austria i suoi servizi sulla Westbahn. La società ferroviaria francese SNCF ne detiene una quota del 26 percento.
Una società collegata che collabora con WESTbahn è WESTbus, che opera su linee di autobus in tutta l'Austria e nei paesi limitrofi.
WESTbahn gestisce il servizio tra Vienna e Salisburgo in concorrenza con la società ferroviaria statale ÖBB.
La flotta è composta da elettrotreni Stadler KISS con una velocità massima di 200 km/h, un'accelerazione di 0,85 m/s² e una capacità di 501 sedili in pelle. Le carrozze dispongono di WiFi che i passeggeri possono utilizzare gratuitamente. L'85% dei 200 dipendenti della WESTbahn è composto da personale di bordo.
Ogni treno ha anche una carrozza ristorante con 8 posti e distributori automatici di bevande calde e fredde. Gli snack sono disponibili anche per l'acquisto. Una delle carrozze è riservata ai passeggeri premium e si chiama WESTbahn Plus.

## Servizio
WESTbahn opera da dicembre 2011, sulla linea Salisburgo-Vienna con i treni che hanno come capolinea di partenza e arrivo per i suoi treni tra Vienna e Salisburgo la Westbahnhof.
Dalla fine del 2017 oltre al servizio tra Salisburgo e la Westbahnhof la Westbahn GmbH espleta un servizio parallelo con i treni, instradati attraverso il tunnel Lainzer, Wien Meidling e Wien Hauptbahnhof. che hanno il loro capolinea viennese a Vienna Praterstern; questo servizio è denominato "WESTblue", mentre il servizio attestato a Wien Westbahnhof è denominato "WESTgreen".

### WESTgreen
Salzburg Hbf. - Attnang-Puchheim - Wels Hbf. - Linz Hbf. - Amstetten - St.Pölten Hbf. - Wien Hütteldorf - Wien Westbahnhof.

### WESTblue
Salzburg Hbf. - Attnang-Puchheim - Wels Hbf. - Linz Hbf. - Amstetten - St.Pölten Hbf. - Wien Meidling - Wien Hbf. - Wien Quartier Belvedere - Wien Rennweg - Wien Mitte - Wien Praterstern.